# New Foundations
A New Foundations (NF) egy alternatív halmazelmélet. Legegyszerűbb változatában mindössze két kézenfekvő axiómából áll, amelyek nagyon hasonlítanak a naiv halmazelmélet két alapelvéhez. A ZF-hez hasonlóan az NF is számos változatban létezik; ezért aztán helyesebb elméletcsaládról beszélni. Legizgalmasabb sajátossága, hogy létezik benne univerzális halmaz, amelynek minden halmaz eleme, beleértve saját magát is.

## Története
Eredeti változatát Willard Van Orman Quine publikálta 1937-es New Foundations for Mathematical Logic (A matematikai logika új megalapozása) című cikkében. Kezdeti népszerűségének rosszat tett, hogy Ernst P. Specker 1953-ban az NF axiómáiból cáfolta a kiválasztási axiómát. Ezzel az NF konzisztenciája is komolyan gyanúba került. Máig nyitott kérdés NF relatív konzisztenciája a standard matematikai elméletekhez képest. Ronald Jensen 1969-ben bebizonyította, hogy az NF atomos változatától, NFU-tól már független a kiválasztási axióma. Ráadásul kiderült, hogy ha a Peano-aritmetika konzisztens, akkor az NFU is az. Ezek a megnyugtató eredmények azonban már nem befolyásolták érdemben a New Foundations megítélését a matematikus társadalomban. Jelenleg aktív kutatói közül kiemelkedik Thomas Forster és Randall M. Holmes.

## Nyelvi keretek
A New Foundations elméletcsalád a halmazelméletben szokásos azonosságjeles elsőrendű logikai nyelvet használja. Az eredeti NF elméletben az egyetlen primitív nem-logikai konstans a kétargumentumú {\displaystyle \in } relációjel. A változók értékei itt halmazok. Az atomos (urelementes) változatokban van még egy egyargumentumú halmazpredikátum is: {\displaystyle \mathrm {M} }. {\displaystyle \mathrm {M} (x)} szándékolt jelentése: x halmaz. A változók megengedett értékei itt atomok és halmazok.

## Formulák rétegzése
A komprehenziós axiómasémában használni fogjuk a rétegezhető formula fogalmát. Egy halmazelméleti formula rétegzése során az összes változóelőfordulást ellátjuk a 0, 1, 2 stb. számindexekkel a következő szabályok szerint:
(i) egyazon kvantor által kötött változóelőfordulások ugyanazt az indexet kapják;
(ii) a = szimbólum két oldalán szereplő változók ugyanazt az indexet kapják;
(iii) az {\displaystyle \in } szimbólum bal oldalán szereplő változó eggyel kisebb indexet kap, mint a jobb oldalán szereplő;
(iv) egyazon változó szabad előfordulásai ugyanazt az indexet kapják;
Egy formulát rétegezhetőnek mondunk akkor és csak akkor, ha változóelőfordulásai (i)-(iv) szerint indexezhetőek.
Példák rétegezhető formulákra:
|     | eredeti formula | rétegzett változat |
| --- | --- | --- |
| (1) | {\displaystyle x=x} | {\displaystyle x^{1}=x^{1}} |
| (2) | {\displaystyle x\neq x} | {\displaystyle x^{1}\neq x^{1}} |
| (3) | {\displaystyle x=u\lor x=v} | {\displaystyle x^{1}=u^{1}\lor x^{1}=v^{1}} |
| (4) | {\displaystyle \exists y\,(x\in y\land y\in u)} | {\displaystyle \exists y^{1}\,(x^{0}\in y^{1}\land y^{1}\in u^{2})} |
| (5) | {\displaystyle \forall y\,(y\in x\rightarrow y\in u)} | {\displaystyle \forall y^{1}\,(y^{1}\in x^{2}\rightarrow y^{1}\in u^{2})} |
| (6) | {\displaystyle \exists y_{1}\dots \exists y_{n}\,(y_{1}\neq y_{2}\land \dots \land y_{n-1}\neq y_{n}\land } {\displaystyle \forall z\,(z\in x\leftrightarrow (z=y_{1}\lor \dots \lor z=y_{n})))} | {\displaystyle \exists y_{1}^{1}\dots \exists y_{n}^{1}\,(y_{1}^{1}\neq y_{2}^{1}\land \dots \land y_{n-1}^{1}\neq y_{n}^{1}\land } {\displaystyle \forall z^{1}\,(z^{1}\in x^{0}\leftrightarrow (z^{1}=y_{1}^{1}\lor \dots \lor z^{1}=y_{n}^{1})))} |
| (7) | {\displaystyle \exists y\,(y\in u\land \forall z(z\in x\leftrightarrow y=z)} | {\displaystyle \exists y^{0}\,(y^{0}\in u^{1}\land \forall z^{1}(z^{1}\in x^{2}\leftrightarrow y^{1}=z^{1})} |

Példák nem rétegezhető formulákra:
|     | eredeti formula                | rétegzési kísérlet eredménye                   |
| --- | ------------------------------ | ---------------------------------------------- |
| (8) | {\displaystyle x\notin x}      | {\displaystyle x^{1}\notin x^{?}}              |
| (9) | {\displaystyle x=y\lor x\in y} | {\displaystyle x^{1}=y^{1}\lor x^{1}\in y^{?}} |

## NF axiómái
1. axióma (extenzionalitás) – Két halmaz egyenlő, ha ugyanazok az elemeik.
{\displaystyle \forall z\,(z\in x\leftrightarrow z\in y)\rightarrow x=y}
2. axióma (rétegzett komprehenzió) – Ha {\displaystyle \phi (x)} rétegezhető formula, akkor létezik egy y halmaz, melynek pontosan azok az x halmazok az elemei, melyekre {\displaystyle \phi (x)} teljesül.
{\displaystyle \exists y\forall x\,(x\in y\leftrightarrow \phi (x))}

## Néhány halmazmeghatározás
A második axióma feljogosít bennünket a szokásos {\displaystyle \{x|\,\phi (x)\}} halmazabsztrakciós séma használatára, amennyiben {\displaystyle \phi (x)} rétegezhető formula.
|     | elnevezés                                   | meghatározás |
| --- | ------------------------------------------- | --- |
| (1) | univerzális halmaz                          | {\displaystyle \mathrm {V} =\{x\|\;x=x\}} |
| (2) | üres halmaz                                 | {\displaystyle \emptyset =\{x\|\;x\neq x\}}                                                                                                   |
| (3) | párhalmaz                                   | {\displaystyle \{u,v\}=\{x\|\;x=u\lor x=v\}}                                                                                                  |
| (4) | unióhalmaz                                  | {\displaystyle \bigcup u=\{x\|\;\exists y\,(x\in y\land y\in u)\}}                                                                            |
| (5) | hatványhalmaz                               | {\displaystyle {\mathcal {P}}(u)=\{x\|\;\forall y\,(y\in x\rightarrow y\in u)\}}                                                              |
| (6) | az n elemű halmazok halmaza                 | {\displaystyle n_{\mathrm {Fr} }=\{x\|\;\exists y_{1}\dots \exists y_{n}\forall z\,(z\in x\leftrightarrow (z=y_{1}\lor \dots \lor z=y_{n})\}} |
| (7) | egy halmaz egyelemű részhalmazainak halmaza | {\displaystyle \mathrm {S} (u)=\{x\|\;\exists y\,(y\in u\land \forall z(z\in x\leftrightarrow y=z)\}}                                         |

## A paradoxonok kezelése
Szokásos halmazelméleti keretek között (ZF-ben vagy NBG-ben) az előző szakasz (1), (6), (7) meghatározásai valódi osztályokat vezetnének be. NF-ben ezek is halmazok. Mégsem lépnek fel a szokásos halmazelméleti paradoxonok:
- a Russell-paradoxon azért nem, mert az {\displaystyle x\notin x} formula nem rétegezhető, ezért nem vezethető be a Russell-halmaz;
- a Cantor-paradoxon azért nem, mert a Cantor-tétel eredeti formájában nem bizonyítható;
- a Burali-Forti-paradoxon azért nem, mert a Frege-rendszámok halmaza nem jólrendezett.

## A Cantor-tétel
Valamely x és y halmazt ekvivalensnek (egyenlő számosságúnak) mondunk akkor és csak akkor, ha létezik egy olyan f halmaz, amely bijektív módon rendeli egymáshoz x és y elemeit:
{\displaystyle x\sim y\Leftrightarrow \exists f(f\subseteq x\times y\,\land \,(\forall u\in x)(\exists !v\in y)\langle u,v\rangle \in f\,\land \,(\forall v\in y)(\exists !u\in x)\langle u,v\rangle \in f)}
A Cantor-tétel eredeti formája nem bizonyítható:
NF {\displaystyle \nvdash \,\forall x\,x\nsim {\mathcal {P}}(x)}
A Cantor-tétel szokásos diagonális bizonyítása az alábbi tételhez vezet:
NF {\displaystyle \vdash \,\forall x\,\mathrm {S} (x)\nsim {\mathcal {P}}(x)}
Kissé zavarba ejtő módon nem bizonyítható azonban az alábbi – szokásos halmazelméleti kontextusban triviális – összefüggés:
NF {\displaystyle \nvdash \,\forall x\,x\sim \mathrm {S} (x)}
Az univerzális halmaz esetében ez ment meg bennünket a Cantor-paradoxontól. Ugyanis {\displaystyle \mathrm {V} ={\mathcal {P}}(\mathrm {V} )}, tehát {\displaystyle \mathrm {V} \nsim {\mathcal {P}}(\mathrm {V} )} ellentmondás lenne.

## Rendszámok és számosságok
NF-ben a szokásos Neumann-rendszámok és Neumann-számosságok nem definiálhatók (lásd például a fenti (9) formulát). Bevezethetők viszont a Frege-számosságok és Frege-rendszámok:
- Egy x halmaz Frege-számossága az x-szel ekvivalens halmazok halmaza:

{\displaystyle |x|_{\mathrm {Fr} }=\{y|\,x\sim y\}}
A fenti táblázat (6) sorában bevezetett {\displaystyle 1_{\mathrm {Fr} },2_{\mathrm {Fr} },\dots } halmazok a Frege-féle természetes számok.
- Egy {\displaystyle x_{R}} jólrendezett halmaz Frege-rendszáma a vele izomorf (egyazon rendtípusba tartozó) jólrendezett halmazok halmaza:

{\displaystyle \mathrm {ord_{Fr}} (x_{R})=\{y_{R'}|\,x_{R}\cong y_{R'}\}}

## Külső hivatkozások
Stanford Encyclopedia of Philosophy szócikk
New Foundations-honlap Archiválva 2020. március 21-i dátummal a Wayback Machine-ben
New Foundations-bibliográfia